# Massimo Urbani
 (mai 2016).
Si vous disposez d'ouvrages ou d'articles de référence ou si vous connaissez des sites web de qualité traitant du thème abordé ici, merci de compléter l'article en donnant les références utiles à sa vérifiabilité et en les liant à la section « Notes et références ».
Pour les articles homonymes, voir Urbani.
Massimo Urbani est un saxophoniste de jazz italien né à Rome le 8 mai 1957 et mort dans la même ville le 24 juin 1993.

## Biographie
Il commence à étudier la clarinette à 11 ans, il passe ensuite au saxophone à 14 ans.
Découvert par Mario Schiano, il débute au Folkstudio, un des clubs les plus fameux de Rome où Mario Schiano organise un festival, puis il entre en studio d’enregistrement avec lui en 1973.
Toujours dans l’année 1973, il suit les cours du compositeur et pianiste Giorgio Gaslini et fait la rencontre du fameux trompettiste Enrico Rava, dont il participe au quartet.
L’année 1974 marque un tournant, les premiers symptômes du malaise existentiel qui le mèneront jusqu’à l’autodestruction commencent à se manifester. Il se brouille avec Rava qui l’avait emmené avec lui à New York, l’amenant à dormir tel un « homeless » quelques nuits sur un banc à Central Park. Il continue néanmoins à travailler avec le trompettiste jusqu’en 1978.
Il se produit alors plus ou moins régulièrement dans les grandes villes. En 1986, en compagnie du trompettiste Paolo Fresu, il contribue au disque « Via GT » du contrebassiste Giovanni Tommaso, puis l’année suivante enregistre avec ce dernier et le pianiste Luca Flores le disque « Easy to love ».
Il meurt tragiquement à Rome le 24 juin 1993.
Il a inspiré la jeune génération du jazz italien, au premier rang de laquelle figurent Stefano Di Battista et Rosario Giuliani.
Le concours « Massimo Urbani » est créé en 1996 pour récompenser chaque année un jeune musicien à l’occasion du festival d’Urbisaglia dans les Marches.

## Style
Son style est marqué par son héros Charlie Parker, auquel il consacre un de ses derniers disques « The blessing » paru en février 1993. Les analogies entre les deux hommes sont nombreuses, non seulement par leur vie courte, mais également par leur existence passionnée jusqu’à l’excès trouvant dans la musique une raison d’avancer.